# Crisis financiera en Zimbabue de 2008
La crisis económica de Zimbabue en 2008 es la mayor del país que incluye el colapso de la moneda nacional, así como de los principales bancos del país. A principios de diciembre de 2008, se anunció que el Banco de la Reserva de Zimbabue había incrementado de Z$ 500.000 a 100 millones el monto que cada persona puede retirar por día.

## Desarrollo
La crisis económica amenaza Zimbabue desde que su presidente, Robert Mugabe, materializó en 2000 una reforma agraria que, fomentada por el bloqueo económico europeo y de EE. UU. ha destruido la industria agropecuaria del país.

### Moneda
El dólar zimbabuense se ha devaluado significativamente durante el 2008. El 4 de diciembre de 2008, el Banco de Reserva de Zimbabue anunció que este día entraría en vigor el nuevo billete de 100 millones de dólares zimbabuenses. El 12 de diciembre el Banco de Reserva de Zimbabue, anunció que imprimirá un nuevo billete de 500 millones de dólares zimbabuenses.

### Bancos
El 4 de diciembre, miles de personas se alinearon frente a los bancos de Harare, para retirar sus fondos. La economía de Zimbabue está en un absoluto caos, sin suministro de alimentos y otras mercancías esenciales, más de 80% de desempleo y una inflación astronómica. En este marco, el 6 de diciembre el Banco de Reserva de Zimbabue despidió a ejecutivos de cuatro bancos acusados de comercializar ilegalmente divisas.

## Causas
La Unión Europea, Kenia, Francia y Estados Unidos, han solicitado la renuncia del presidente Robert Mugabe por la grave crisis política y económica y su incapacidad de hacer frente a un brote de cólera que ha causado más de 500 muertos.

### Sanciones
La Unión Europea, extendió una restricción de viaje a 11 funcionarios de Zimbabue el 8 de diciembre. Las sanciones han sido de restricción de visas, congelamiento de activos, embargo de armas y aislamiento diplomático.

## Efecto
La hiperinflación (la más alta del mundo) pasó de 11,2 millones % en junio de 2008 a 231 millones % en julio de 2008. Morgan Tsvangirai, líder del Movimiento por el Cambio Democrático (MCD), y Robert Mugabe acordaron formar un Gobierno de unidad en septiembre de 2008. Su acuerdo provocó esperanzas de que la arruinada nación podría recuperarse de la profunda crisis económica y humanitaria.